# Arnold-Jan Scheer
Arnold-Jan Scheer (Amsterdam, 12 juli 1947) is een journalist, schrijver, documentairemaker en illusionist. Hij werkte onder andere voor Nieuwe Revu, Haagse Post, VARA-gids en National Geographic. Hij maakte onder andere televisieprogramma’s als Paradijsvogels van de AVRO en was redacteur en interviewer voor Showroom van de NCRV.

## Showroom en Paradijsvogels
Vanaf 1968 was hij ook als freelancer verbonden aan het jongerenradioprogramma Halte van Jan Fillekers (NCRV), waarvoor hij eigenzinnige, excentrieke mensen opspoorde en interviewde. Dit bracht Fillekers op het plan voor NCRV-televisieprogramma's over opvallende mensen als Kijkkijk en D'rop en D'ran, voorlopers van het latere NCRV-programma Showroom. Scheer maakte deel uit van de redactie ervan en maakte er van 1977 tot 1982 interviews en reportages voor. Showroom was aanvankelijk een liedjes- en-sketchprogramma, een parodie op de op dat moment opkomende 'showbussinesjournalistiek'. De geschreven teksten bleken niet opgewassen tegen de teksten uit het echte leven en Showroom ging daarom uitsluitend uit reportages over excentrieke mensen bestaan. 
In 1981 schreef Scheer het boek "Paradijsvogels: wonderlijke medemensen". Om het te presenteren, organiseerde hij een variétéavond in Paradiso (Amsterdam), waar onder anderen optraden: de verzamelaar van dia's van tramongelukken, de Sterke Belg, Het Vuilharmonisch Orkest (zwervers en daklozen) en de dame met de aangeklede hondjes. Scheer noemde het naïef variété. In 1992 gaf hij als regisseur, samensteller, interviewer en medeproducent, de naam Paradijsvogels, ook aan een nieuw televisieprogramma dat de AVRO ging uitzenden.

## Scheer & Remmers
Van 1974 tot 1978 was Scheer freelance journalist voor het weekblad Nieuwe Revu. In die periode ontstond het verslaggeversduo Scheer & Remmers, dat politici, industriëlen en geestelijken op een speelse wijze interviewde: Hans Wiegel, Joseph Luns (secretaris-generaal van de NAVO), Bauke Roolvink, Roelof Kruisinga, Mgr. van Lierde (vicaris-generaal van de paus) werden geportretteerd in de vorm van een schertswinkelsketch. De Journalist, het tijdschrift van de Nederlandse Vereniging van Journalisten markeerde dit in een artikel deze periode als het begin van de 'nieuwe journalistiek' in Nederland. Scheer interviewde in diezelfde periode John Lennon en Yoko Ono, Maharishi Mahesh Yogi, Paul Verhoeven, Freek de Jonge en Pier Paolo Pasolini.

## De Parade
Scheer was een van de pioniers van theaterfestival De Parade. In 1989 werd hem door initiatiefnemer Terts Brinkhoff gevraagd daarvoor een reizend theater op de nog jonge Parade te exploiteren, de Boscotent, die hij omdoopte in de Paradijsvogeltent. Van 1990 tot 2004 trad hij daar zelf ook op als illusionist.

## Sinterklaasfeesten
Sinds 1984 doet Scheer onderzoek naar Sinterklaasfeesten in Europa. Zijn eerste artikel over dit onderwerp verscheen op 22 december 1984 in de Haagse Post en was getiteld Midwinter in Hollum. In december 2014 verscheen in het tijdschrift National Geographic een uitgebreid artikel van Scheer over Sunneklaas. Inmiddels zijn er ook 2 documentaires uitgebracht over zijn onderzoek: Wild Geraas in 2016 en Mijn ontmoetingen met de duivel in 2018.

## ABC News
In december 2009 werkte Scheer mee aan een in de Verenigde Staten uitgezonden ABC-nieuwsonderwerp: Santa's Scary Sidekicks, over de primitievere Europese sinterklaasriten. Op de ABC-website werd aandacht besteed aan het onderzoek van Scheer.

## Zwartepietendebat
In 2013 raakte Scheer door zijn ingezonden stuk van hem op de opiniepagina van de Volkskrant betrokken bij de zwartepietdiscussie. Op grond van zijn onderzoek naar de wortels van het sinterklaasfeest stelde hij hierin dat het archetypen van Sint en Piet beiden syncretische figuren zijn, ouder dan het christendom. De internationale documentaire Wild Geraas (Engels: 'Pagan Europe. My Encounters with the devil’), geproduceerd in 2019, is tot stand gekomen met onder meer Roy Dames (Roaring Films) als cameraman. 

## Filmografie
- De illusionist (speelfilm, 1983, van Jos Stelling), regie-assistentie, casting, magic consultant
- Wild Geraas (documentaire, 2016)
- Mijn ontmoetingen met de duivel (documentaire, 2018)
- Pagan Europe, my Encounters with the devil (documentaire, 2019)
- Penose (Een documentaire-serie van Roy Dames en Arnold-Jan Scheer over de Amsterdamse driehoek Zeedijk, Warmoesstraat, Geldersekade, verwacht 2020)

## Boeken
- Scheer & Remmers, verslaggevers (Uitgeverij Loeb, 1979, ISBN 9789062130771)
- Paradijsvogels: wonderlijke medemensen (Uitgeverij Loeb Amsterdam, 1981, ISBN 9062132669)
- Arnold-Jan Scheer, reporter, televisiemaker, magiër, paradijsvogel… (Uitgeverij Voetnoot, 2008, ISBN 9789078068204)
- Wild Geraas, Mijn wonderlijke reizen met Sinterklaas en kerstman (Uitgeverij ASPEKt, 2009, ISBN 9789059119017)
- Zwarte Sinterklazen, Over Pieten en ander heidens volk (Stichting Uitgeverij Papieren Tijger, 2014, ISBN 9789067283045)